# بات كيرنان
بات كيرنان (بالإنجليزية: Pat Kiernan)‏ هو مقدم تلفزيوني وصحفي أمريكي، ولد في 20 نوفمبر 1968 في كالغاري في كندا.

## وصلات خارجية
- بات كيرنان على موقع IMDb (الإنجليزية)
- بات كيرنان على موقع قاعدة بيانات الفيلم (الإنجليزية)